# (5652) Amphimaque
(5652) Amphimaque, désignation internationale (5652) Amphimachus, est un astéroïde troyen jovien.

## Description
(5652) Amphimaque est un astéroïde troyen jovien, camp grec, c'est-à-dire situé au point de Lagrange L4 du système Soleil-Jupiter. Il présente une orbite caractérisée par un demi-grand axe de 5,209 UA, une excentricité de 0,076 et une inclinaison de 1,9° par rapport à l'écliptique.
Il est nommé en référence au personnage de la mythologie grecque Amphimaque, acteur du conflit légendaire de la guerre de Troie.

## Compléments